# شهرستان جیلی‌اوی
شهرستان جیلی‌اوی (به قزاقی: Жылыой ауданы، جىلىوي اۋدانى) یکی از شهرستان‌های استان آتیراو در کشور قزاقستان است. جمعیت این شهرستان ۷۵۳۷۷ نفر است.